# Килмес (пивоварна)
 Тази статия е за бирата Килмес.  За други значения вижте Килмес (пояснение).  
Сервесерия и Малтерия Килмес (на испански: Cervecería y Maltería Quilmes) е аржентинска пивоварна, основана от германския имигрант Ото Бемберг през 1888 г. в Килмес.

## История
Компанията бързо набира популярност и през 20-те години на 20 век е най-предпочината марка бира в Буенос Айрес. Днес тя държи 75% от аржентинския пазар. Годишно произвежда 15 до 17 милиона хектолитра. Спонсор е на аржентинския национален отбор по футбол и на местния отбор АК Килмес. Килмес е собственост на бразилската АмБев (91%) и международната Килмес Индустриъл S.A. (QUINSA, 9%). Цветовете на етикетите са като тези на аржентинското знаме – светлосиньо и бяло.

## Филиали
Пивоварната има филиали в:
- Килмес
- Сарате
- Трес Аройос
- Кориентес
- Нуева Помпея
- Кордоба
- Трелю
- Тукуман
- Мендоса

## Експорт
Основните дестинации за експорт са:
- Австралия
- Великобритания
- Еквадор
- Испания
- Италия
- Мексико
- Перу
- Пуерто Рико
- САЩ
- Франция

## Настоящи продукти
- Quilmes Cristal – лагер
- Quilmes Light – нискоалкохолна лагер
- Quilmes Bock – бок
- Quilmes Stout – стаут
- Quilmes Red Lager – червена лагер
- Iguana – нискоалкохолна лагер
- Imperial – пилзнер
- Andes – лагер
- Bieckert – лагер
- Norte – пилзнер
- Palermo – лагер
- Lieber – безалкохолна